# چادربان

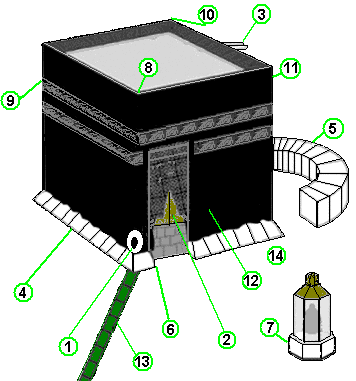
۴- چادربان که بخشی پیوسته به پایه‌های کعبه است.

چادربان (به عربی: شاذَروان)، بخشی است بیرون‌زده از پایه‌های کعبه که گرداگرد خانه‌ را در بر گرفته‌است.این نام از واژه‌ی فارسی چادربان گرفته شده‌است زیرا همچون کمربندِ بیرونی چادر، پایه‌های ساختمان را ایستاتر می‌کند.
۴۱ چنبره‌ در این سازه کار گذاشته‌شده‌است که پرده‌یِ خانه را به پایه‌های ساختمان متصل می کند. درواقع زیر درِ کعبه، چادربان دیده‌ نمی‌شود‌.
گرچه این سازه، برای ایستایی کعبه ساخته شده‌است ولی چادربان، بخشی از خودِ ساختمان کعبه به شمار نمی‌آید.
چادربان در سال‌های۵۲۶ه‍.خ، ۶۱۷ه‍.خ، ۶۴۱ه‍.خ، ۶۵۰ه‍.خ، ۹۸۰ه‍.خ و ۱۳۷۵ه‍.خ بازسازی شده‌است.